# Prefettura di Saga
Saga (佐賀県?, Saga-ken) è una prefettura giapponese con circa 860 000 abitanti, si trova nella regione di Kyūshū, sull'isola di Kyūshū. Il suo capoluogo è l'omonima città di Saga.
Confina con le prefetture di Nagasaki e Fukuoka.